# 預言者ゼカリヤ (ミケランジェロ)
『預言者ゼカリヤ』（よげんしゃゼカリヤ、伊: Il profeta Zaccaria, 英: The Prophet Zechariah）は、盛期ルネサンスのイタリアの巨匠ミケランジェロ・ブオナローティが1509年に制作した絵画である。フレスコ画。『旧約聖書』「ゼカリヤ書」に登場する預言者ゼカリヤを主題としている。ローマ教皇ユリウス2世の委託によって、ローマのバチカン宮殿内に建築されたシスティーナ礼拝堂の天井画の一部として描かれた。本作品はシスティーナ礼拝堂入口の真上、第9のベイ中央の『ノアの泥酔』（L'Ebbrezza di Noè）上辺に、『預言者ヨナ』（Il profeta Giona）と向かい合って描かれた。

## 主題
預言者ゼカリヤはイドの子ベレキヤの子、あるいはイドの子。「ゼカリヤ書」は伝統的に十二小預言書の第11番目という最後から2番目の位置に置かれている。内容は大きく2つの部分に分かれており、前半の1章から8章が本来のゼカリヤのもので、残りの9章から14章は別人のものと考えられている。前半部分にはゼカリヤが見た8つの幻視について語られている。ゼカリヤが生きた時代はユダヤ人がバビロン捕囚から帰還したあとの時代であったが、エルサレム神殿の再建（第二神殿）はエルサレムの困難な政治情勢のために滞っていた。ゼカリヤは唯一神の言葉と8つの幻視に導かれ、イスラエルの民が再び繁栄するために神殿再建が必要であると説き、その事業の再開に大きく貢献した。ゼカリヤは中世やルネサンス期のキリスト教においては非常に重要視された。「ゼカリヤ書」第9章ではイエス・キリストのエルサレム入城を予告している。すなわち「見よ、あなたの王はあなたの所にやって来る。彼は義なる者であって勝利を得、柔和であって驢馬に乗る」。

## 作品

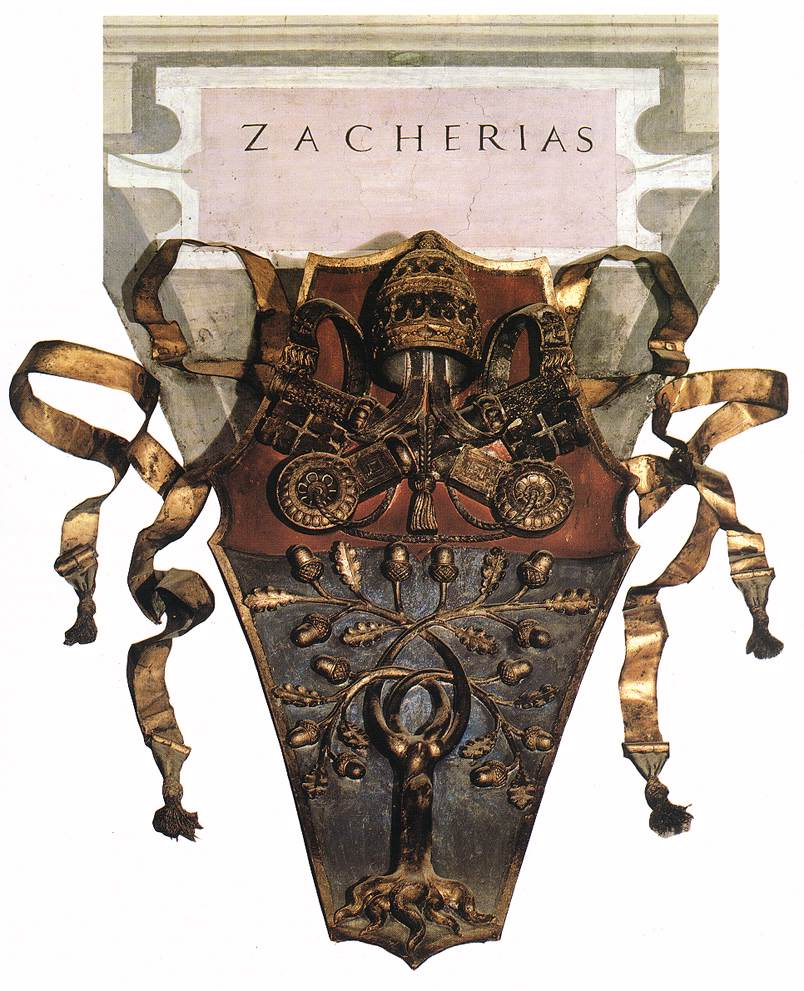
デッラ・ローヴェレ家の紋章。

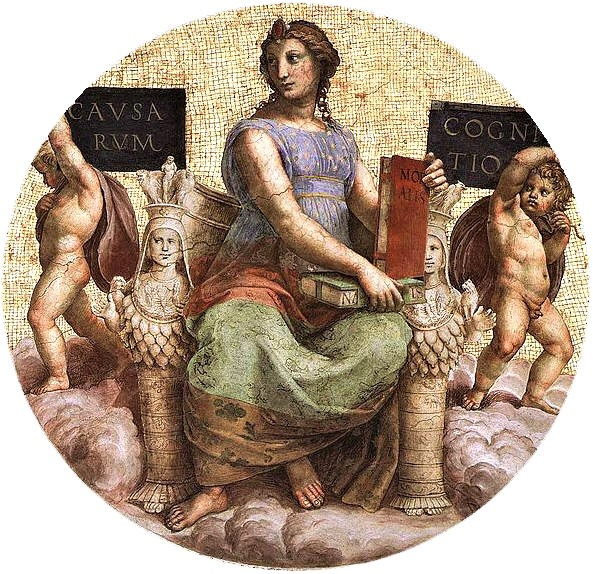
ラファエロ・サンツィオの『哲学』。1508年。ヴァチカン宮殿の署名の間。

『預言者ゼカリヤ』は天井画の『旧約聖書』の場面を囲むように配置された7人の預言者と5人の巫女（シビュラ）の図像の1つとして描かれた。『預言者ゼカリヤ』が描かれた礼拝堂の入口真上は第9のベイ中央の『ノアの泥酔』に接しており、ミケランジェロが後に描いた『最後の審判』（Il Giudizio universale）上部に位置する『預言者ヨナ』と向かい合っている。下方の左右のペンデンティブには『ユディトとホロフェルネス』（Giuditta e Oloferne）、『ダビデとゴリアテ』（David e Golia）が描かれた。『預言者ゼカリヤ』の真下にはシスティーナ礼拝堂を建設した教皇シクストゥス4世やユリウス2世の出身であるデッラ・ローヴェレ家の紋章が設置されている。
ミケランジェロは預言者ゼカリヤを白い髭を蓄えている老人として描いた。ゼカリヤはゆったりとした姿勢で椅子に座り、その横顔を鑑賞者に見せている。読書をしているゼカリヤは近視ゆえか、あるいは暗がりの中にいるのか、書物を顔のそばまで近づけている。その口はわずかに開いており、何かをつぶやいてことが分かる。ゼカリヤは小さく青色の襟が見える黄色の上着とその下に薄緑色の下衣を着ており、赤茶色の外衣をまとっている。背後の2人のプットーは仲良さそうに肩を組んでおり、おそらく「コンコルダンス」（Concordance, 調和の意）を表している。これに対して左右の柱頭に描かれた対称のプットーは肩をぶつけ合っていることから「ディスコルディア」（Discordia, 不和の意）を表しており、キリスト教以前の不安な状態を表している。ゼカリヤの身振りは読むべきページを探しているように見える。これはゼカリヤが預言の読解を開始したことを意味するが、預言者の険しい表情はそれが困難であり、その知性がまだ十分に活動していないことを示している。美術史家シャルル・ド・トルナイによると、預言者像はいずれも精神の権能によって神秘的なビジョンを有しており、入口から礼拝堂奥の祭壇のほうに向けて増大するアナムネシス（想起）の能力が表現されているのに対し、巫女像は逆に減少していく。入口真上のゼカリヤは意識を集中させようとしており、瞑想の原初的状態を表しているという。
ゼカリヤがシスティーナ礼拝堂入口の真上に描かれた理由は最も後代の人物であることに由来している。美術史家フレデリック・ハートによると、ゼカリヤがキリストのエルサレム入城を預言しているためである。少なくともゼカリヤの重要性はフィリッポ・バルビエーリやおそらくミケランジェロの神学顧問であった枢機卿マルコ・ヴィジェーリオ・デッラ・ローヴェレらの著書に示されていた。ゼカリヤはしばしば「枝」という言葉を用いた預言者として知られるが、この言葉はその意図するところを生命の木やエッサイの木に拡大することができるため、システィーナ礼拝堂のシンボリズムに広く通じている。たとえば『預言者ゼカリヤ』の下には樫の木をモチーフとするデッラ・ローヴェレ家の紋章が設置されている。また天井画に描かれたキリストの祖先は『預言者ゼカリヤ』の下方を通って終点に達する。『預言者ゼカリヤ』の上に配置された『ノアの泥酔』はキリストの磔刑、さらにブドウの栽培を通じて聖餐式を予示しているが、この配置は「ゼカリヤ書」がキリストを裏切るイスカリオテのユダの銀貨30シェケルと、キリストが埋葬される無縁墓地を予告していることと関係がある。またノアは大洪水後にブドウを栽培したことでも知られるが、「ゼカリヤ書」でもブドウの栽培とそれによる繁栄が語られている。
ゼカリヤの衣服に使用された4つの色彩、青色、黄色、薄緑色、赤茶色は、水、土、空気、火の四元素の色となっているが、これはラファエロ・サンツィオがヴァチカン宮殿の署名の間の天井に描いた寓意像『哲学』（La Filosofia） の衣服の4色とほぼ重なっている。

## 修復
1980年から1989年に行われた修復により、過去に行われた加筆や変色したワニスが除去され、制作当時の色彩が取り戻された。

## ギャラリー

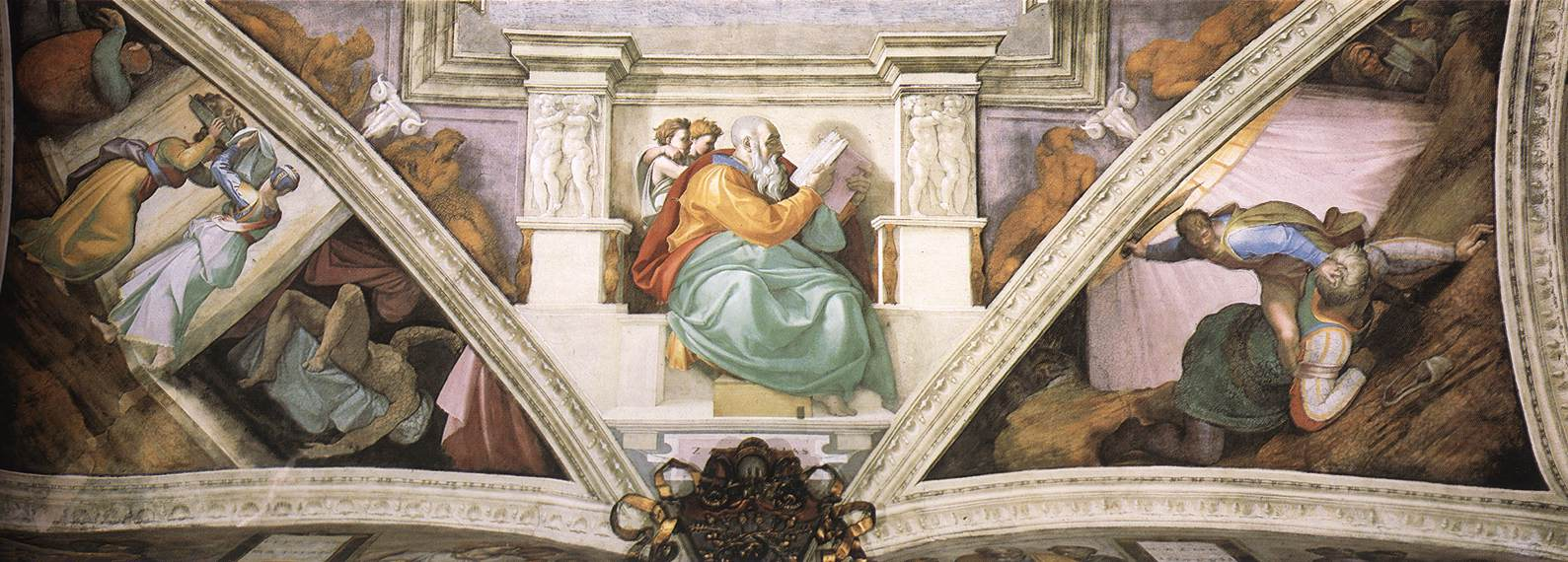
『預言者ゼカリヤ』の上部は第9のベイ中央の『ノアの泥酔』の上辺に接し、両側のペンデンティブには『ユディトとホロフェルネス』および『ダビデとゴリアテ』が配置されている。

関連する画像

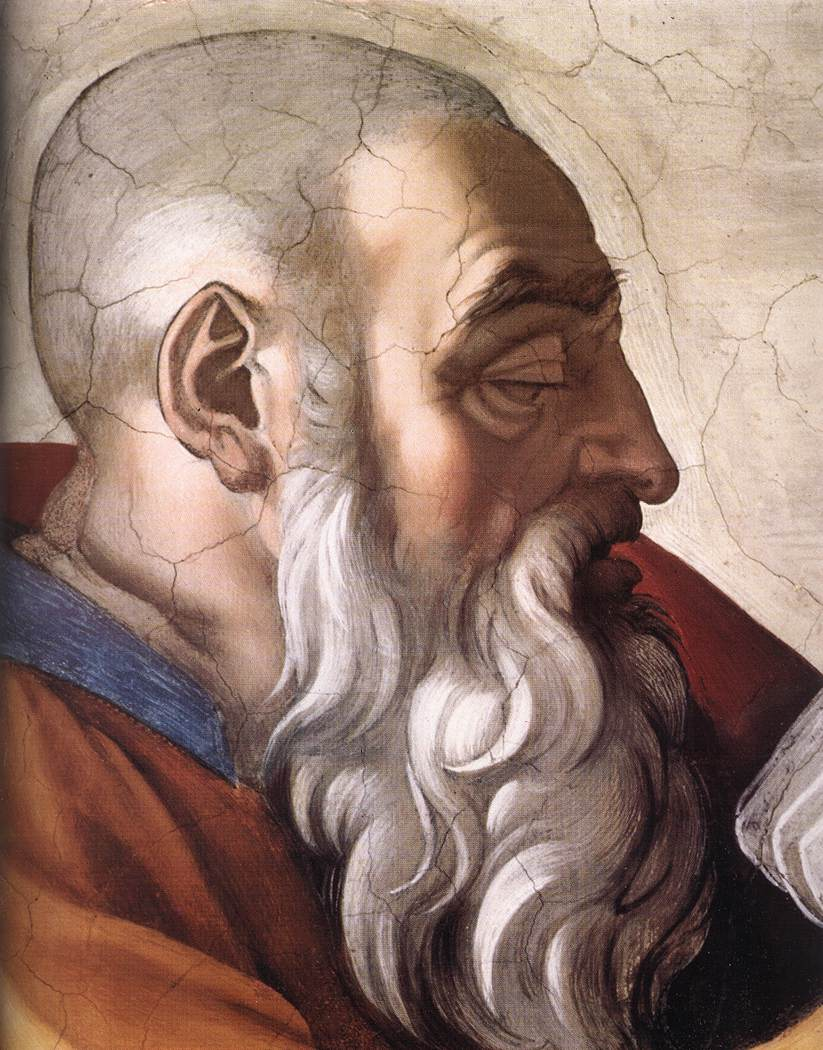
ゼカリヤの横顔（ディテール）
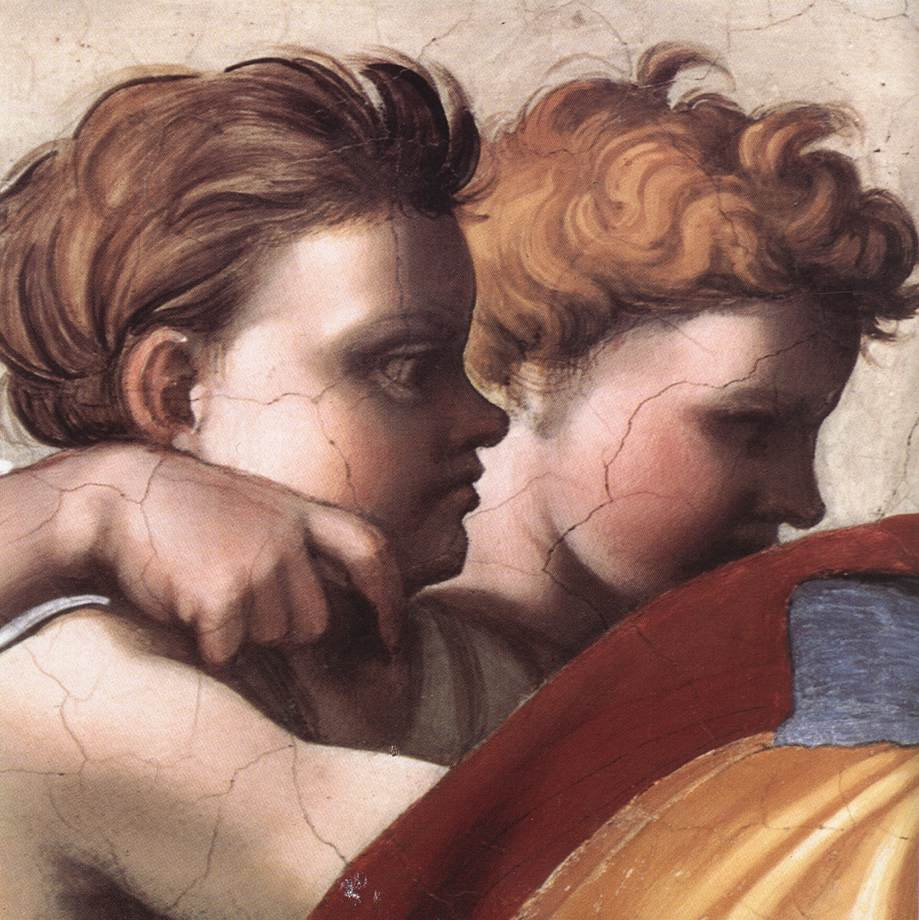
プットーたちの横顔（ディテール）
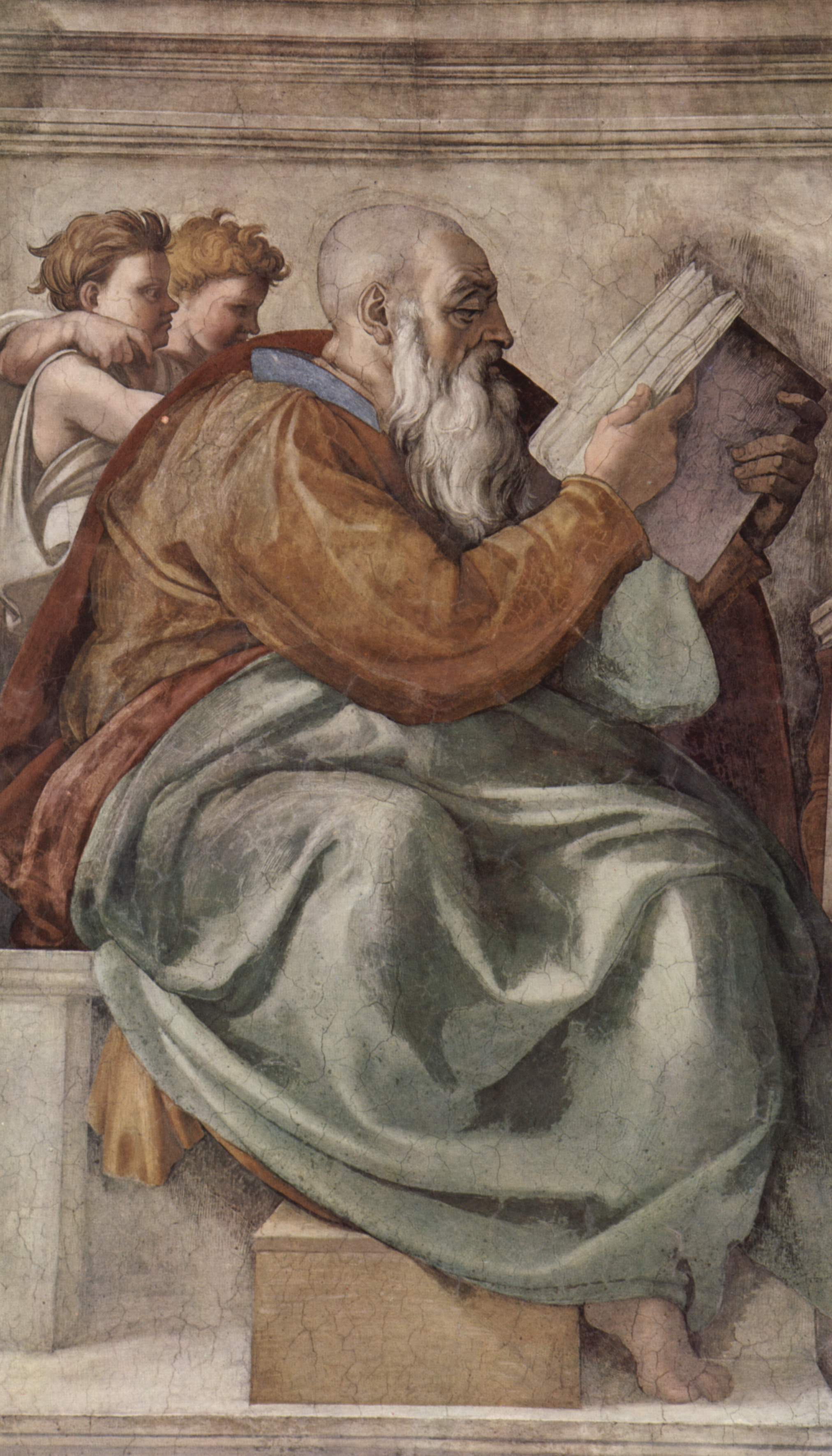
修復前の『預言者ゼカリヤ』